# Myiopharus macella
Myiopharus macella är en tvåvingeart som först beskrevs av Henry J. Reinhard 1935.  Myiopharus macella ingår i släktet Myiopharus och familjen parasitflugor. Inga underarter finns listade i Catalogue of Life.